# Ematurga contrasta
Ematurga contrasta är en fjärilsart som beskrevs av Barend J. Lempke 1952. Ematurga contrasta ingår i släktet Ematurga och familjen mätare. Inga underarter finns listade i Catalogue of Life.